# サム・ダイソン
サミュエル・アイザック・ダイソン（Samuel Isaac Dyson, 1988年5月7日 - ）は、アメリカ合衆国フロリダ州タンパ出身のプロ野球選手（投手）。右投右打。フリーエージェント（FA）。
愛称は赤髪であるがゆえに、スペイン語で赤を意味するロホ（Rojo）。

## 経歴

### プロ入り前
2006年のMLBドラフト19巡目（全体571位）でワシントン・ナショナルズから指名されたが、サウスカロライナ大学へ進学した。
2009年のMLBドラフト10巡目（全体303位）でオークランド・アスレチックスから指名されたが、契約には至らなかった。

### ブルージェイズ時代

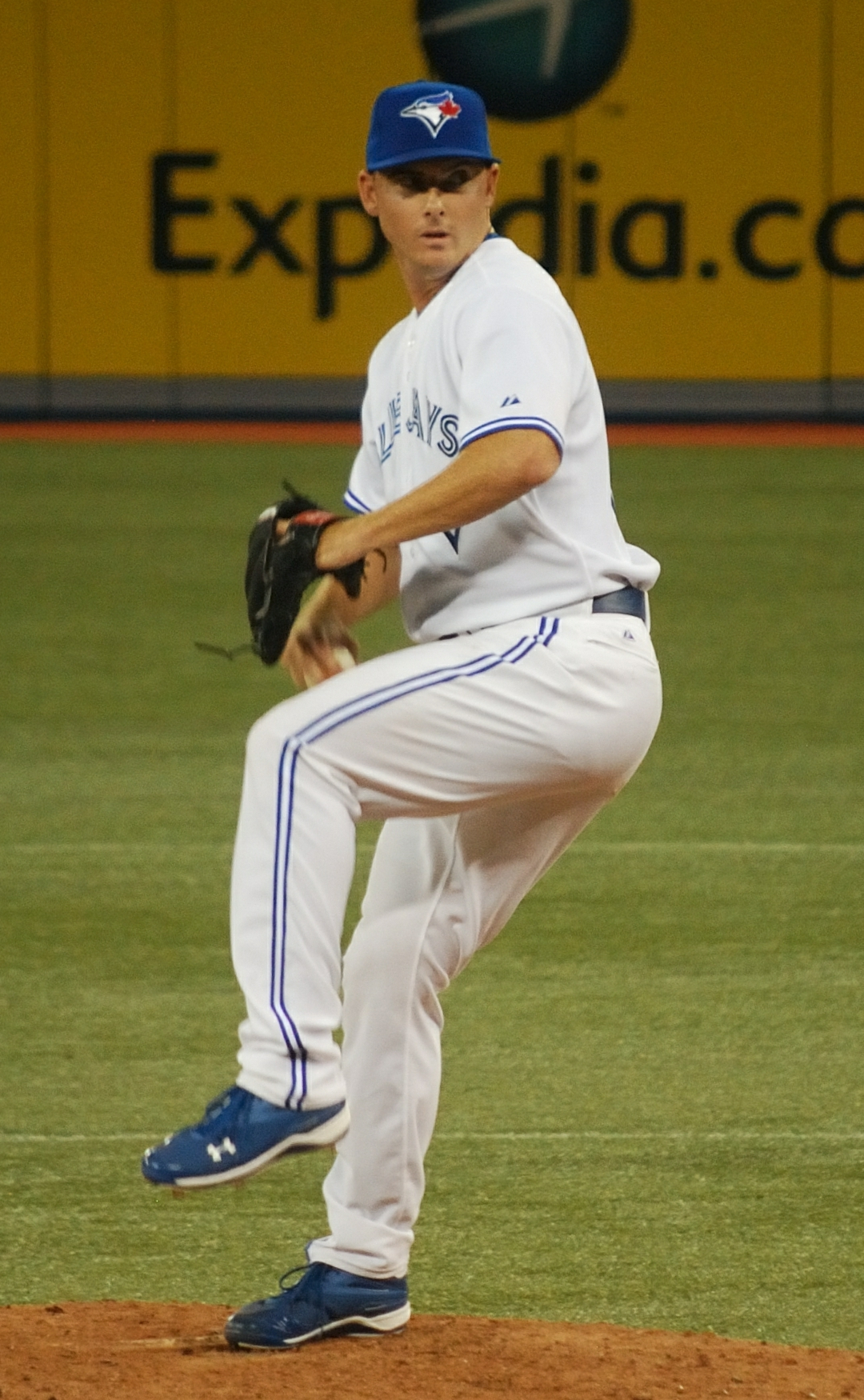
トロント・ブルージェイズ時代
（2012年7月5日）

2010年のMLBドラフト4巡目（全体126位）でトロント・ブルージェイズから指名され、8月16日に契約。この年は右肩の関節唇を手術したため、登板することはなかった。
2011年はトミー・ジョン手術を行い、シーズンを全休した。
2012年はA+級ダニーデン・ブルージェイズでプロデビュー。A+級ダニーデンでは6試合に登板し、5月にAA級ニューハンプシャー・フィッシャーキャッツへ昇格。7月5日にブルージェイズとメジャー契約を結んでアクティブ・ロースター入りし、同日のカンザスシティ・ロイヤルズ戦でメジャーデビュー。3点ビハインドの7回表2死から登板し、0.1回を無安打無失点に抑えた。2度目の登板となった7月17日のニューヨーク・ヤンキース戦では、3点ビハインドの7回裏から登板。先頭打者から4連続安打を打たれ、四球を挟み、6人目のアレックス・ロドリゲスは二塁ゴロで1死を取ったが、合計3失点を喫し途中降板した。7月19日にAA級ニューハンプシャーへ降格。結局この年は2試合の登板にとどまり、防御率40.50だった。
2013年1月22日にDFAとなった。

### マーリンズ時代
2013年1月30日にウェイバー公示を経てマイアミ・マーリンズへ移籍した。2月20日にマーリンズと1年契約に合意。3月11日にAA級ジャクソンビル・サンズへ異動し、そのまま開幕を迎えた。8月にAAA級ニューオーリンズ・ゼファーズへ昇格。AAA級ニューオーリンズでは5試合に先発登板して1勝3敗、防御率2.61、16奪三振を記録した。8月29日にメジャーへ昇格した。この年メジャーでは5試合（先発1試合）に登板して0勝2敗、防御率9.00、5奪三振を記録した。
2014年3月17日にAAA級ニューオーリンズへ異動し、そのまま開幕を迎えた。4月29日にマイアミのバーでチームメイトのクリス・ハッチャーと喧嘩し、顎の骨を折る怪我を負った。6月15日にメジャーへ昇格すると、17日のシカゴ・カブス戦では、1点ビハインドの7回表1死から登板し、0.2回を無失点に抑え、直後の7回裏にマーリンズが逆転したため、メジャー初勝利を挙げた。試合後にネイサン・イオバルディが父親産休リストから復帰したため、AAA級ニューオーリンズへ降格した。6月28日にリリーフとしてフル回転していたA.J.ラモスの休養のため、メジャーへ再昇格した。この年は31試合に登板して3勝1敗、防御率2.14という安定感のある成績を記録した。
2015年はリリーフ陣の中心格の1人として44試合に投げ、防御率3.68をマークした。

### レンジャーズ時代
2015年7月31日にトマス・テリス、コディ・イギーとのトレードで、テキサス・レンジャーズへ移籍した。移籍後は31試合に登板して防御率1.15、WHIP0.89を記録。シーズン通算では75試合で5勝4敗、防御率2.63、WHIP1.14だった。
2016年5月15日に起きたブルージェイズ戦での乱闘で暴力行為を行ったとして、17日にMLBから罰金処分が科せられた。本業の野球の方では、ショーン・トールソンの不振に伴い、シーズン途中から抑えに抜擢されてリーグ2位タイとなる73試合に登板。3勝2敗、リーグ3位の38セーブ、防御率2.43、WHIP1.22という成績を残し、大活躍した。
2017年開幕前の2月9日に第4回ワールド・ベースボール・クラシック(WBC)のアメリカ合衆国代表に選出された。3月22日の決勝プエルトリコ戦に勝利し、初の優勝を果たした。

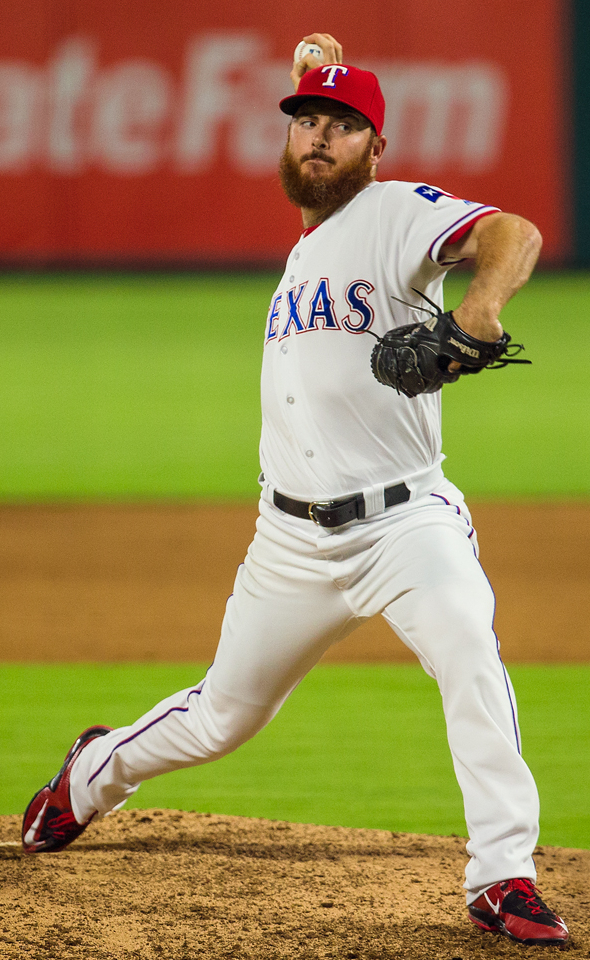
テキサス・レンジャーズ時代
(2016年6月20日)

シーズンでは開幕から途中の故障者リスト入りを挟んで17試合に登板したが、4度のセーブ機会全てに失敗するなど1勝6敗、防御率10.50と絶不調に陥り、6月2日にDFAとなった。

### ジャイアンツ時代
2017年6月6日に後日発表選手（ハンター・コール）とのトレードで、金銭と共にサンフランシスコ・ジャイアンツへ移籍した。6月11日のミネソタ・ツインズ戦で9回表に移籍後初登板したが、守備の乱れもあり1アウトも取れず被安打2・与四球1・失点3（自責点2）で降板した。6月28日に故障者リスト入りしたマーク・マランソンに代わるクローザーとして指名され、7月1日のピッツバーグ・パイレーツ戦で移籍後初セーブを挙げる。7・8月には19試合に登板して12セーブ、防御率1.29を記録して調子を取り戻したが、9月に入ると失点する試合が増え、11試合に登板して防御率9.31と精彩を欠いた。マランソンの復帰後もシーズン終了までクローザーを務め、最終的に14セーブを挙げたが、移籍後の成績は防御率4.03、WHIP1.42と安定感に乏しかった。2チーム合算では55試合登板で4勝10敗14セーブ、防御率6.09であった。

### ツインズ時代
2019年7月31日にジェイリン・デービス、プレランダー・ベローア、鄧愷威とのトレードで、ツインズへ移籍した。オフの10月31日にフリーエージェント(FA)となった。

## 投球スタイル
最速球速99.8mph（約161km/h）・平均95mph（約153km/h）の2種類の速球（シンカー、フォーシーム）を中心に、決め球である平均89mph（約143km/h）のチェンジアップ、その他に平均83mph（約134km/h）のスラーブ、平均88mph（約142km/h）のスライダーなどを使用する。GB%がメジャー通算66%と高く、シンカーなどでゴロを打たせて取るピッチングスタイル。

## 詳細情報

### 年度別投手成績
| 年 度    | 球 団    | 登 板 | 先 発 | 完 投 | 完 封 | 無 四 球 | 勝 利 | 敗 戦 | セ 丨 ブ | ホ 丨 ル ド | 勝 率 | 打 者 | 投 球 回 | 被 安 打 | 被 本 塁 打 | 与 四 球 | 敬 遠 | 与 死 球 | 奪 三 振 | 暴 投 | ボ 丨 ク | 失 点 | 自 責 点 | 防 御 率 | W H I P |
| -------- | -------- | ----- | ----- | ----- | ----- | -------- | ----- | ----- | -------- | ----------- | ----- | ----- | -------- | -------- | ----------- | -------- | ----- | -------- | -------- | ----- | -------- | ----- | -------- | -------- | ------- |
| 2012     | TOR      | 2     | 0     | 0     | 0     | 0        | 0     | 0     | 0        | 0           | ---   | 8     | 0.2      | 4        | 0           | 0        | 0     | 1        | 0        | 0     | 0        | 3     | 3        | 40.50    | 9.00    |
| 2013     | MIA      | 5     | 1     | 0     | 0     | 0        | 0     | 2     | 0        | 0           | .000  | 54    | 11.0     | 16       | 2           | 5        | 1     | 1        | 5        | 0     | 0        | 12    | 11       | 9.00     | 1.91    |
| 2014     | MIA      | 31    | 0     | 0     | 0     | 0        | 3     | 1     | 0        | 0           | .750  | 181   | 42.0     | 41       | 1           | 15       | 4     | 3        | 33       | 1     | 0        | 14    | 10       | 2.14     | 1.33    |
| 2015     | MIA      | 44    | 0     | 0     | 0     | 0        | 3     | 3     | 0        | 9           | .500  | 190   | 44.0     | 41       | 3           | 17       | 1     | 3        | 41       | 6     | 0        | 21    | 18       | 3.68     | 1.32    |
| 2015     | TEX      | 31    | 0     | 0     | 0     | 0        | 2     | 1     | 2        | 12          | .667  | 119   | 31.1     | 24       | 1           | 4        | 0     | 1        | 30       | 2     | 0        | 5     | 4        | 1.15     | 0.89    |
| '15計    | TEX      | 75    | 0     | 0     | 0     | 0        | 5     | 4     | 2        | 21          | .556  | 309   | 75.1     | 65       | 4           | 21       | 1     | 4        | 71       | 8     | 0        | 26    | 22       | 2.63     | 1.14    |
| 2016     | TEX      | 73    | 0     | 0     | 0     | 0        | 3     | 2     | 38       | 10          | .600  | 285   | 70.1     | 63       | 5           | 23       | 0     | 3        | 55       | 3     | 0        | 19    | 19       | 2.43     | 1.22    |
| 2017     | TEX      | 17    | 0     | 0     | 0     | 0        | 1     | 6     | 0        | 3           | .143  | 91    | 16.2     | 31       | 6           | 12       | 3     | 0        | 7        | 1     | 0        | 23    | 20       | 10.80    | 2.58    |
| 2017     | SF       | 38    | 0     | 0     | 0     | 0        | 3     | 4     | 14       | 1           | .429  | 169   | 38.0     | 36       | 2           | 18       | 4     | 3        | 27       | 1     | 1        | 18    | 17       | 4.03     | 1.42    |
| '17計    | SF       | 55    | 0     | 0     | 0     | 0        | 4     | 10    | 14       | 4           | .286  | 260   | 54.2     | 67       | 8           | 30       | 7     | 3        | 34       | 2     | 1        | 41    | 37       | 6.09     | 1.77    |
| 2018     | SF       | 74    | 0     | 0     | 0     | 0        | 4     | 3     | 3        | 15          | .571  | 273   | 70.1     | 56       | 5           | 20       | 1     | 3        | 56       | 2     | 0        | 23    | 21       | 2.69     | 1.08    |
| 2019     | SF       | 49    | 0     | 0     | 0     | 0        | 4     | 1     | 2        | 17          | .800  | 196   | 51.0     | 39       | 3           | 7        | 0     | 3        | 47       | 0     | 0        | 17    | 14       | 2.47     | 0.90    |
| 2019     | MIN      | 12    | 0     | 0     | 0     | 0        | 1     | 0     | 0        | 6           | 1.000 | 53    | 11.1     | 14       | 3           | 6        | 0     | 0        | 8        | 1     | 0        | 9     | 9        | 7.15     | 1.76    |
| '19計    | MIN      | 61    | 0     | 0     | 0     | 0        | 5     | 1     | 2        | 23          | .833  | 249   | 62.1     | 53       | 6           | 13       | 0     | 3        | 55       | 1     | 0        | 26    | 23       | 3.32     | 1.06    |
| MLB：8年 | MLB：8年 | 376   | 1     | 0     | 0     | 0        | 24    | 23    | 59       | 73          | .511  | 1619  | 386.2    | 365      | 31          | 129      | 14    | 20       | 310      | 17    | 1        | 164   | 146      | 3.40     | 1.28    |

- 2019年度シーズン終了時

### 年度別守備成績
| 年 度 | 球 団 | 投手（P） | 投手（P） | 投手（P） | 投手（P） | 投手（P） | 投手（P） |
| 年 度 | 球 団 | 試 合     | 刺 殺     | 補 殺     | 失 策     | 併 殺     | 守 備 率  |
| ----- | ----- | --------- | --------- | --------- | --------- | --------- | --------- |
| 2012  | TOR   | 2         | 0         | 0         | 0         | 0         | ----      |
| 2013  | MIA   | 5         | 1         | 0         | 0         | 0         | 1.000     |
| 2014  | MIA   | 31        | 7         | 4         | 2         | 0         | .846      |
| 2015  | MIA   | 44        | 3         | 5         | 3         | 1         | .727      |
| 2015  | TEX   | 31        | 1         | 6         | 0         | 0         | 1.000     |
| '15計 | TEX   | 75        | 4         | 11        | 3         | 1         | .833      |
| 2016  | TEX   | 73        | 3         | 12        | 0         | 1         | 1.000     |
| 2017  | TEX   | 17        | 0         | 1         | 0         | 0         | 1.000     |
| 2017  | SF    | 38        | 2         | 7         | 0         | 0         | 1.000     |
| '17計 | SF    | 55        | 2         | 8         | 0         | 0         | 1.000     |
| 2018  | SF    | 74        | 5         | 8         | 0         | 2         | 1.000     |
| 2019  | SF    | 49        | 7         | 5         | 0         | 1         | 1.000     |
| 2019  | MIN   | 12        | 0         | 2         | 0         | 0         | 1.000     |
| '19計 | MIN   | 61        | 7         | 7         | 0         | 1         | 1.000     |
| MLB   | MLB   | 376       | 29        | 50        | 5         | 5         | .940      |

- 2019年度シーズン終了時

### 背番号
- 35（2012年）
- 36（2013年 - 2015年7月）
- 47（2015年7月 - 2017年6月）
- 49（2017年6月 - 2019年）

### 代表歴
- 2017 ワールド・ベースボール・クラシック・アメリカ合衆国代表